# Аникси
Аникси, също Греуса, Греус (на гръцки: Άνοιξη, до 1927 година: Γκρέση, Греси, от 1927 до 1963 година: Γριά, Грия) е село в Република Гърция, в дем Дескати, област Западна Македония.

## География
Селото е разположено на 550 m надморска височина близо до географската граница на Македония с Тесалия. Намира се на главния път Гревена – Трикала, на около 30 километра югоизточно от град Гревена. На юг граничи с тесалийското село Агиофило.

## История

### В Османската империя
В края на XIX век Греуса е погранично село в южния край на Гребенската каза на Османската империя. Църквата „Свети Илия“ е построена в 1877 година при митрополит Кирил II Гревенски.
След присъединяването през 1881 година на Тесалия към Кралство Гърция новата османо-гръцка граница минава на няколко километра южно от селото. Според статистиката на Васил Кънчов („Македония. Етнография и статистика“) през 1900 година в Греуса живеят 100 гърци християни.
На Етнографската карта на Битолския вилает на Картографския институт в София от 1901 година Греози (Гравес) е чисто помашко (гръцко мохамеданско) село в Гревенската каза на Серфидженския санджак с 13 къщи.

### В Гърция
През Балканската война в 1912 година в селото влизат гръцки части и след Междусъюзническата в 1913 година Греуса влиза в състава на Кралство Гърция.
В 20-те години в селото са настанени 34 семейства или 105 души гърци бежанци. През 1927 година името на селището е сменено на Грия, а през 1961 година – на Аникси (в превод – „пролет“).
Населението произвежда жито, тютюн и картофи и се занимава частично и със скотовъдство.
Църквата „Свети Димитър“ е паметник на културата.
| Година    | 1913 | 1920 | 1928 | 1940 | 1951 | 1961 | 1971 | 1981 | 1991 | 2001 | 2011 | 2021 |
| --------- | ---- | ---- | ---- | ---- | ---- | ---- | ---- | ---- | ---- | ---- | ---- | ---- |
| Население | 17   | 11   | 145  | 204  | 199  | 233  | 168  | 194  | 167  | 151  | 93   | 96   |